# لوري كروسينغ
لوري كروسينغ (بالإنجليزية: Lowry Crossing, Texas)‏ هي مدينة تقع بولاية تكساس في شمال شرق الولايات المتحدة. تبلغ مساحة هذه المدينة 7.2 (كم²)، وترتفع عن سطح البحر 156 م، بلغ عدد سكانها 1229 نسمة في عام 2000 حسب إحصاء مكتب تعداد الولايات المتحدة وتصل الكثافة السكانية فيها 170.2 نسمة/كم2.

## التركيبة السكانية
حدّد مكتب تعداد الولايات المتحدة بيانات التركيبة السكانية للوري كروسينغ في تعداد الولايات المتحدة. في ما يلي، التركيبة السكانية حسب تعدادي 2000 و2010.

### تعداد عام 2000
بلغ عدد سكان لوري كروسينغ 1,229 نسمة بحسب تعداد عام 2000، وبلغ عدد الأسر 441 أسرة وعدد العائلات 363 عائلة مقيمة في المدينة. في حين سجلت الكثافة السكانية 182.3 نسمة لكل كيلومتر مربع (472.2/ميل2). وبلغ عدد الوحدات السكنية 456 وحدة بمتوسط كثافة قدره 67.7 لكل كيلومتر مربع (175.3/ميل2).
وتوزع التركيب العرقي للمدينة بنسبة 93.98% من البيض و0.65% من الأمريكيين الأفارقة و0.41% من الأمريكيين الأصليين و0.73% من الأمريكيين ذوي الأصول الآسيوية و3.66% من الأعراق الأخرى و0.57% من عرقين مختلطين أو أكثر و6.43% من الهسبانيون أو اللاتينيون من أي عرق.
بلغ عدد الأسر 441 أسرة كانت نسبة 46.3% منها لديها أطفال تحت سن الثامنة عشر تعيش معهم، وبلغت نسبة الأزواج القاطنين مع بعضهم البعض 71.4% من أصل المجموع الكلي للأسر، ونسبة 7% من الأسر كان لديها معيلات من الإناث دون وجود شريك،  بينما كانت نسبة 3.9% من الأسر لديها معيلون من الذكور دون وجود شريكة وكانت نسبة 17.7% من غير العائلات. تألفت نسبة 14.3% من أصل جميع الأسر من عدة أفراد يعيشون في نفس المنزل ونسبة 2.3% كانت تتألف من شخص يعيش بمفرده يبلغ من العمر 65 عاماً أو أكثر. وبلغ متوسط حجم الأسرة المعيشية 2.79، أما متوسط حجم العائلات فبلغ 3.08.
بلغ العمر الوسطي للسكان 35.1 عاماً. وكانت نسبة 28.4% من القاطنين تحت سن الثامنة عشر، وكانت نسبة 5.9% بين الثامنة عشر والرابعة والعشرين عاماً، ونسبة 36.1% كانت واقعةً في الفئة العمرية ما بين الخامسة والعشرين والرابعة والأربعين عاماً، ونسبة 24.2% كانت ما بين الخامسة والأربعين والرابعة والستين، ونسبة 5.5% كانت ضمن فئة الخامسة والستين عاماً فما فوق. يوجد لكل 100 أنثى 105.2 ذكر، ويوجد لكل 100 أنثى في الثامنة عشر من عمرها فما فوق 105.6 ذكر.
بلغ متوسط دخل الأسرة في المدينة 67,222 دولارًا، أما متوسط دخل العائلة فبلغ 73,393 دولارًا. وكان متوسط دخل الذكور 50,066 دولارًا مقابل 31,563 دولارًا للإناث. وسجل دخل الفرد الخاص بالمدينة 26,574 دولارًا. وكانت نسبة 1.2% من العائلات ونسبة 3% من السكان تحت خط الفقر، وكان من هؤلاء نسبة 3.9% تحت سن الثامنة عشر ونسبة 2.2% في الخامسة والستين من العمر وما فوق.

### تعداد عام 2010
بلغ عدد سكان لوري كروسينغ 1,711 نسمة بحسب تعداد عام 2010، وبلغ عدد الأسر 601 أسرة وعدد العائلات 499 عائلة مقيمة في المدينة. في حين سجلت الكثافة السكانية 253.9 نسمة لكل كيلومتر مربع (657.6/ميل2). وبلغ عدد الوحدات السكنية 625 وحدة بمتوسط كثافة قدره 92.7 لكل كيلومتر مربع (240.1/ميل2).
وتوزع التركيب العرقي للمدينة بنسبة 89.13% من البيض و0.70% من الأمريكيين الأفارقة و0.47% من الأمريكيين الأصليين و1.46% من الأمريكيين ذوي الأصول الآسيوية و5.79% من الأعراق الأخرى و2.45% من عرقين مختلطين أو أكثر و14.79% من الهسبانيون أو اللاتينيون من أي عرق.
بلغ عدد الأسر 601 أسرة كانت نسبة 39.8% منها لديها أطفال تحت سن الثامنة عشر تعيش معهم، وبلغت نسبة الأزواج القاطنين مع بعضهم البعض 73.2% من أصل المجموع الكلي للأسر، ونسبة 5.8% من الأسر كان لديها معيلات من الإناث دون وجود شريك،  بينما كانت نسبة 4% من الأسر لديها معيلون من الذكور دون وجود شريكة وكانت نسبة 17% من غير العائلات. تألفت نسبة 12.8% من أصل جميع الأسر من عدة أفراد يعيشون في نفس المنزل ونسبة 3% كانت تتألف من شخص يعيش بمفرده يبلغ من العمر 65 عاماً أو أكثر. وبلغ متوسط حجم الأسرة المعيشية 2.85، أما متوسط حجم العائلات فبلغ 3.13.
بلغ العمر الوسطي للسكان 41.2 عاماً. وكانت نسبة 25.7% من القاطنين تحت سن الثامنة عشر، وكانت نسبة 5.7% بين الثامنة عشر والرابعة والعشرين عاماً، ونسبة 26.1% كانت واقعةً في الفئة العمرية ما بين الخامسة والعشرين والرابعة والأربعين عاماً، ونسبة 33.3% كانت ما بين الخامسة والأربعين والرابعة والستين، ونسبة 9.3% كانت ضمن فئة الخامسة والستين عاماً فما فوق. وتوزع التركيب الجنسي للسكان بنسبة 50.4% ذكور و49.6% إناث.

## وصلات خارجية
- The US50 - Cities and Towns in Texas State